# Fotez Breg
Fotez Breg falu Horvátországban, Varasd megyében. Közigazgatásilag Donja Voćához tartozik.

## Fekvése
Varasdtól 20 km-re nyugatra, községközpontjától Donja Voćától 2 km-re délre a Zagorje hegyei között fekszik. A község legdélibb települése.

## Története
1857-ben 39, 1910-ben 83 lakosa volt. A trianoni békeszerződésig Varasd vármegye Ivaneci járásához tartozott. 2001-ben  a falunak 68 lakosa volt.